# Мелликон

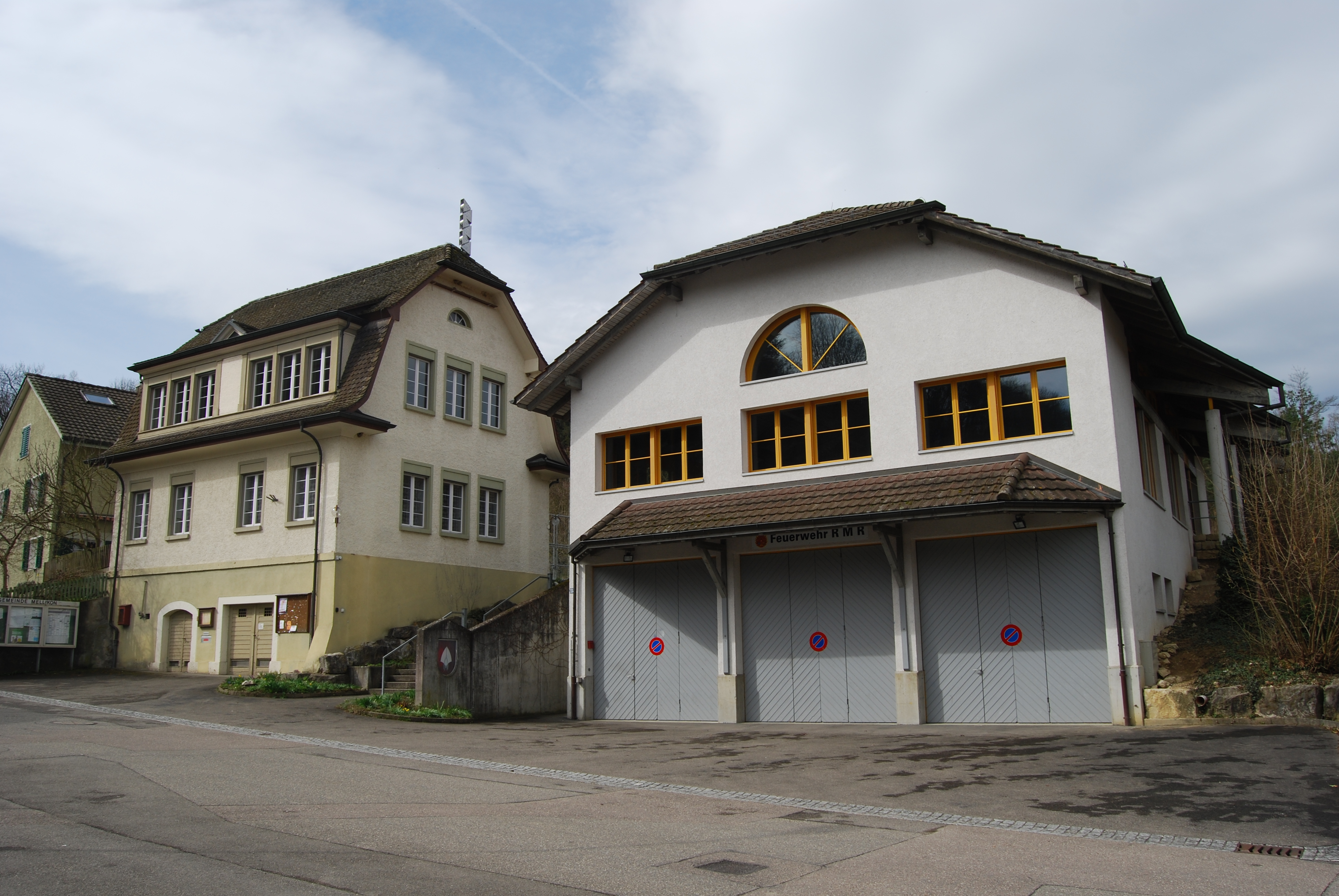
Мелликон

Мелликон (нем. Mellikon) — коммуна в Швейцарии, в кантоне Аргау. Входит в состав округа Цурцах.
Впервые упоминается в 1113 году как деревня Меликен.
Расположена на левом берегу Рейна у швейцарско-немецкой границы. Через населённый пункт проходит автодорога Хауптштрассе 7 и железнодорожная линия Кобленц–Бюлах–Винтертур со станцией Мелликон.

## Население
Динамика населения:
| Год     | 1850 | 1900 | 1930 | 1950 | 1960 | 1970 | 1980 | 1990 | 2000 | 2010 | 2014 |
| Жителей | 199  | 143  | 200  | 220  | 207  | 200  | 191  | 247  | 257  | 241  | 241  |

## Достопримечательности

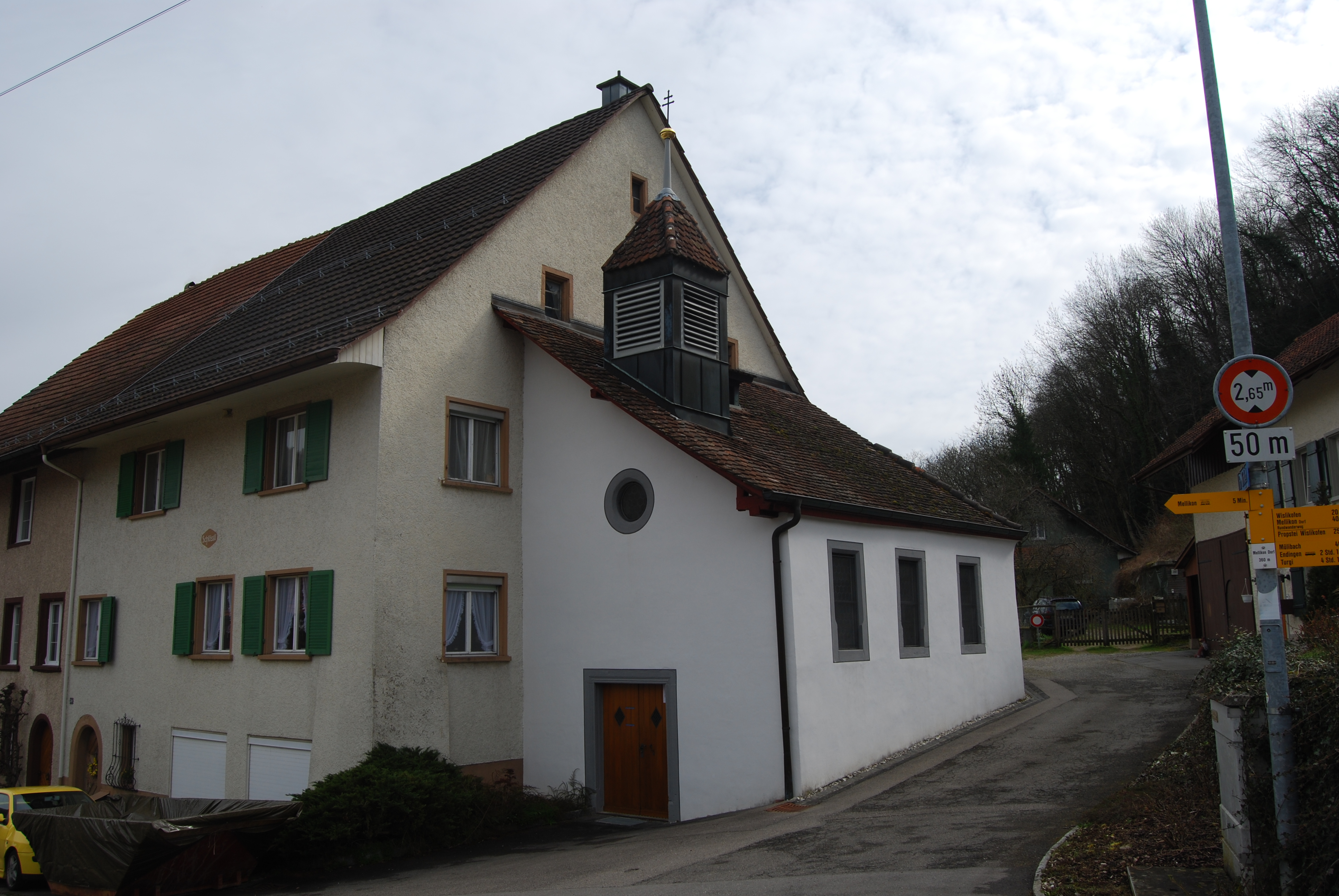
Часовня

В коммуне имеется 2 объекта культурного наследия категории В: часовня и жилой дом (Дорфштрассе, 29).